# 民族自決権について
『民族自決権について』 (ロシア語: О праве наций на самоопределение）とは、1914年に出版されたレーニンの著作。民族自決権を「ある民族が他の民族の集合体から国家的に分離して民族国家を形成する権利」と定義し、擁護した。

## 背景
1896年の第二インタナショナル・ロンドン大会は、すべての民族の自決権を承認する決議を採択した。これは、当時ロシア・ドイツ・オーストリアに分割されていたポーランドに関し、ローザ・ルクセンブルクが独立の要求を否定し、ポーランド社会党がそれに反論して論争が起こったことを受けてのものだった。
ただし、ロンドン大会の決議文にある「すべての民族の自決権」が何を意味するのかは必ずしも明白ではなかった。決議文の英文テキストはfull autonomy of al1 nationalities、ドイツ語テキストはvolles Selbstbestimmungsrecht aller Nationenであり、民族自治と民族自決権の区別も曖昧だった。ドイツ語テキストにしたがって決議文が解釈されるようになったのはレーニンやローザ・ルクセンブルクがドイツ語テキストを使ったことによる。
ロシア社会民主労働党は、1903年の第二回党大会において、すべての民族に民族自決権を認める綱領を採択した。レーニンは同じ時期に書かれた論文「われわれの綱領における民族問題」で、民族自決権の承認はつねに民族独立を無条件に要求しなければならないことを意味しない、プロレタリアートの階級闘争の利益に民族自決の要求を従属させなければならない、と解説した。一方、ロシア社会民主労働党に加入する交渉のため第二回党大会に来ていたポーランド社会民主党は、ポーランド社会党との対抗で民族自決権を認めない立場を取っていたため、ロシア社会民主労働党に対して民族自決権の条項を綱領から削除するよう要求し、拒否されて去った。
ポーランド社会民主党は、その後1906年のロシア社会民主労働党ストックホルム大会でロシア社会民主労働党の自治的構成部分として加入することになった。しかし民族問題に関する立場はロシア社会民主労働党とは依然として異なっていた。ポーランド社会民主党のローザ・ルクセンブルクは1908年から1909年にかけて長大な論文「民族問題と自治」を書いて民族自決権を否定した。
レーニンはあらためて民族問題に立ち返り、ローザ・ルクセンブルクに対する批判を主眼として『民族自決権について』を執筆した。

## 概要
本書の概要は以下の通り。
商品生産が完全な勝利をおさめるためには、ブルジョアジーが国内市場を獲得することが必要であり、同一の言語をつかう住民の住んでいる諸地域を、この言語が発達し文献のうちに固定するのを妨げているあらゆる障害をとりのぞいたうえ、国家として結集することが必要である。だから、近代資本主義のこれらの要求をもっともよく満たす民族国家を形成することが、あらゆる民族運動の傾向である。資本主義時代の典型的なもの、正常なものは、民族国家である。したがって、民族の自決とは、ある民族が他民族の集合体から国家的に分離することを意味し、独立の民族国家を形成することを意味している。
民族運動の見地から見て根本的に異なっている資本主義の二つの時期を厳密に区別する必要がある。一方では、それは、封建制度と絶対主義の崩壊の時期であり、ブルジョア民主主義的な社会と国家の形成の時期、すなわち、民族運動がはじめて大衆的なものになり、出版物や代議機関への参加などによってすべての階級をどのみち政治にひきいれる時期である。他方では、それは、立憲政体をうちたててからすでに久しく、プロレタリアートとブルジョアジーの敵対関係がつよく発展した、まったく形成されおわった資本主義書国家の時期でありーー資本主義崩壊の前夜と呼ぶことのできる時期である。第一の時期にとって典型的なのは、民族運動の目ざめであり、一般に政治的自由のための、とくに民族の権利のための闘争とむすびついて、もっとも数多い、もっとも「動きだしのにぶい」層としての農民が、民族運動にひきいれられることである。第二の時期にとって典型的なのは、大衆的なブルジョア民主主義運動のないこと、発展した資本主義が、すでに完全に商品取引のなかにひきいれられた諸民族をますます接近させ、ますます混合させながら、国際的に一体となった資本と国際労働運動との敵対を前面におしだすことである。
西ヨーロッパ大陸では、ブルジョア民主主義革命の時代は、かなり限られた時期、すなわち、ほぼ1789年から1871年にわたっている。この時代こそまさに、民族運動と民族国家創設の時代であった。東ヨーロッパとアジアでは、ブルジョア民主主義革命の時代は、1905年にはじまったばかりである。ロシアが隣接諸国とともに、この時代を経過しつつあるからこそ、われわれは、わが綱領のなかに、民族自決権についての一条項を必要とする。
1896年のロンドン国際大会の決議は次のように述べている。「本大会は宣言する。本大会は、すべての民族の完全な自決権に賛成し、現在、軍事的、民族的その他の専制の抑圧のもとに苦しんでいる、あらゆる国々の労働者に同情する。本大会は、これらすべての国の労働者に、全世界の自覚した労働者の隊列に参加して、国際資本主義にうちかち、国際社会民主主義運動の目的を実現するために、彼らとともにたたかうことを呼びかける。」
ロンドン大会に先立って、ポーランド独立の問題が『ノイエ・ツァイト』紙上で討論された。三つの見地が述べられた。(1) 「フラキ」（ポーランド社会党）の見地。ヘッケルは、インタナショナルがポーランドの独立要求を、その綱領のうちでみとめることを要求した。(2) ローザ・ルクセンブルクの見地。ポーランドの社会主義者はポーランドの独立を要求してはならないという見地。(3) カウツキーの見地。この見地によれば、インタナショナルは、現在ではポーランドの独立をその綱領の一条項とすることができないが、ポーランドの社会主義者はこの要求をかかげることが完全にできる。民族的圧迫がおこなわれている事情のもとで、民族解放の任務を無視することは絶対にまちがいである。
インタナショナルの決議にはカウツキーの見地のもっとも本質的、基本的な諸命題が再現されている。すなわち、一方では、あらゆる民族にたいする完全な自決権の、直接の、曲解の余地のない承認。他方では、労働者にたいする階級闘争の国際的統一についてのおなじく明確な呼びかけ。
1903年のロシア社会民主労働党第二回大会では、民族自決権の承認に関する綱領の条項は綱領委員会で議論された。ポーランド社会民主党の代表者はそこで民族自決権の承認に反対し、容れられなかったため、大会から退場した。ポーランド社会民主党は1906年に党に加入したが、そのときにもそのあとにも綱領の修正を要求していない。
大ロシア人的民族主義は、あらゆる他の民族主義とも同じように、ブルジョア国でどの階級が首位をしめるかにしたがって、いろいろの局面を経過するであろう。1905年まで、われわれのところに見うけられたのは、ほとんど反動勢力の民族主義だけであった。革命後には、民族主義的自由主義派が生まれた。しかし今後、大ロシア人の民族主義的民主主義派が発生することは避けられない。1905年以後につよく現れてきた被抑圧民族のあいだでの民族主義の勃興は、かならず、都市と農村における大ロシア人の小ブルジョアジーの民族主義をつよめるであろう。
このような事情は、ロシアのプロレタリアートに対して、二重の任務、もっとただしくいえば二面的な任務をあたえる。すなわち、第一に、あらゆる民族主義、なによりも大ロシア人的民族主義とたたかうこと、一般にあらゆる民族の完全な同権をみとめるだけではなくて、国家建設の点での同権、すなわち民族自決権、分離権をみとめること。つぎに、それと同時に、すべての民族のあらゆる民族主義との闘争を有利にすすめるために、ブルジョアの民族的分立の傾向に反対して、プロレタリアの闘争とプロレタリアの諸組織の統一を擁護し、それらを国際的統一体に緊密に結合するようにたたかうこと。

## その後の展開
第一次世界大戦が始まると、レーニンはそれを帝国主義戦争として捉え、民族問題についても帝国主義論の観点から捉えなおした。
1915年秋に出版された小冊子『社会主義と戦争』では、「資本主義は、封建制度との闘争のさいには諸民族の解放者であったが、帝国主義的資本主義は諸民族の最大の抑圧者にかわった」という認識が示された。
1916年4月に発表されたテーゼ「社会主義革命と民族自決権」は、帝国主義は資本主義の最高の発展段階であるという認識に基づき、民族自決権の実現を社会主義革命と結びつけた。また、民族自決の観点から三つの主要な国家型を区別した。(1) 西ヨーロッパの先進的な資本主義諸国とアメリカ合衆国。植民地や国内で他民族を抑圧している。(2) 東ヨーロッパ、すなわちオーストリア、バルカン諸国およびとくにロシア。20世紀がブルジョア民主主義的民族運動をとくに発展させ、民族闘争を激化させた。民族自決権の承認が必要。(3) 中国、ペルシア、トルコのような半植民地諸国とすべての植民地。ブルジョア民主主義運動は一部ではじまったばかり。民族自決権の承認だけでなく、帝国主義諸国にたいする闘争を援助しなければならない。